# ブノワ・ジャコ
ブノワ・ジャコ（Benoît Jacquot、1947年2月5日 パリ - ）はフランスの映画監督、脚本家。助監督として映画界に入り、1975年に映画監督としてデビュー。なお、ブノワ・ジャコーとも表記される。

## 来歴
1970年代はテレビ・ドキュメンタリーを多く手がけ、1972年、マルグリット・デュラスが監督した『ナタリー・グランジェ（女の館）』、1973年には『インディア・ソング』で助監督をつとめる。
1975年に「L'Assassin musicien」で監督としてデビュー。
1989年の『デザンシャンテ』では、主演のジュディット・ゴドレーシュがセザール賞の有望若手女優賞にノミネート。1995年の『シングル・ガール』では、主演のヴィルジニー・ルドワイヤンがプラハ国際映画祭最優秀女優賞を獲得している。
2003年にはロイヤル・オペラ・ハウスにて、ジュール・マスネの歌劇《ウェルテル》を演出し、オペラ演出家デビュー。その後、同作がパリ・オペラ座でヨナス・カウフマン、ソフィー・コッシュ主演で上演され、TV生放送も自身が監督(DVD化の後ブルーレイ化)。以来、両歌劇場のレパートリーとなり、再演を繰り返している。また、2014年にはオペラ座の依頼で、ジュゼッペ・ヴェルディの歌劇《椿姫》を新演出し、ディアナ・ダムラウ主演でTV中継されると共に、ブルーレイ化。これまたレパートリー化されている。
2005年、カンヌ国際映画祭の審査員に選ばれるなど、フランス映画界で広く活動している。
2024年、ジュディッド・ゴドレーシュなど複数の俳優から性的暴行の告発を受け、拘束された。

## 主な監督作品
- L'Assassin musicien (1975）＊原作：ドストエフスキー著『ネートチカ・ネズワーノワ』
- 壁戸棚と子どもたち Les enfants du placard (1977) ＊シネクラブ上映
- Les Ailes de la colombe (1981) ＊原作：ヘンリー・ジェイムズ著『鳩の翼』
- 肉体と財産 Corps et biens (1986)
- デザンシャンテ La Désenchantée (1989)
- シングル・ガール Le Fille seule (1995)
- Le Septième Ciel (1997)
- 肉体の学校 L'École de la chair (1998) ＊フランス映画祭上映、シネフィル・イマジカ放映
- 偽りの侍女 La Fausse Suivante (2000) ＊TV5MONDE放映
- 発禁本-SADE Sade (2000)
- トスカ Tosca (2001)
- イザベル・アジャーニの 惑い Adolphe (2002)
- いつか会える À tout de suite (2004) ＊フランス映画祭上映
- 公女マリー・ボナパルト Princesse Marie (2004/テレビ・ミニシリーズ)
- L'intouchable (2006)
- Villa Amalia (2009)  ＊原作：パスカル・キニャール著『アマリアの別荘』
- 肉体の森 Au fond des bois (2010) ＊フランス映画祭上映
- マリー・アントワネットに別れをつげて Les Adieux à la reine (2012)
- 3つの心 あのときもしも 3 cœurs (2014) ＊WOWOW放映題『ラブ・トライアングル 秘密』
- 小間使いの日記 Journal d'une femme de chambre (2015) ＊WOWOW放映題『あるメイドの密かな欲望』
- The Body Artist (2016) ＊原作：ドン・デリーロ著『ボディ・アーティスト』
- エヴァ Eva (2018) ＊原作：ジェイムズ・ハドリー・チェイス著『悪女イヴ』
- カサノバ ～最期の恋～ Dernier amour (2019)